# Tibetococcus dingriensis
Tibetococcus dingriensis är en insektsart som först beskrevs av Tang 1987.  Tibetococcus dingriensis ingår i släktet Tibetococcus och familjen ullsköldlöss. Inga underarter finns listade i Catalogue of Life.